# Война шестой коалиции
Война шестой коалиции — война коалиции европейских держав против Наполеоновской Франции и её союзников.
Антифранцузская коалиция сложилась после уничтожения Великой армии Наполеона в России в ходе Русской кампании 1812 года. В начале 1813 года войну против Наполеона в центральной Европе вела только Россия. В коалицию с Россией в марте 1813 года вошла Пруссия, затем летом того же года вступили Великобритания, Австрия и Швеция, а после разгрома Наполеона в Битве народов под Лейпцигом в октябре 1813 года к коалиции присоединились германские государства Вюртемберг и Бавария. Независимо с Наполеоном на Пиренейском полуострове воевали Испания, Португалия и Англия. Активные боевые действия велись в течение года с мая 1813 года до апреля 1814 года с 2-месячным перемирием летом 1813 года. В 1813 году война против Наполеона велась с переменным успехом на территории Германии, главным образом в Пруссии и Саксонии. В 1814 году боевые действия переместились на территорию Франции и завершились к апрелю 1814 года взятием Парижа и отречением Наполеона от власти.
Немецкая историография выделяет в самостоятельный эпизод этой войны Освободительную войну в Германии, оказавшую решающее влияние на создание через полвека Второго Рейха. В российской историографии война Шестой коалиции известна также как Заграничный поход русской армии 1813—1814 годов.

## Предыстория

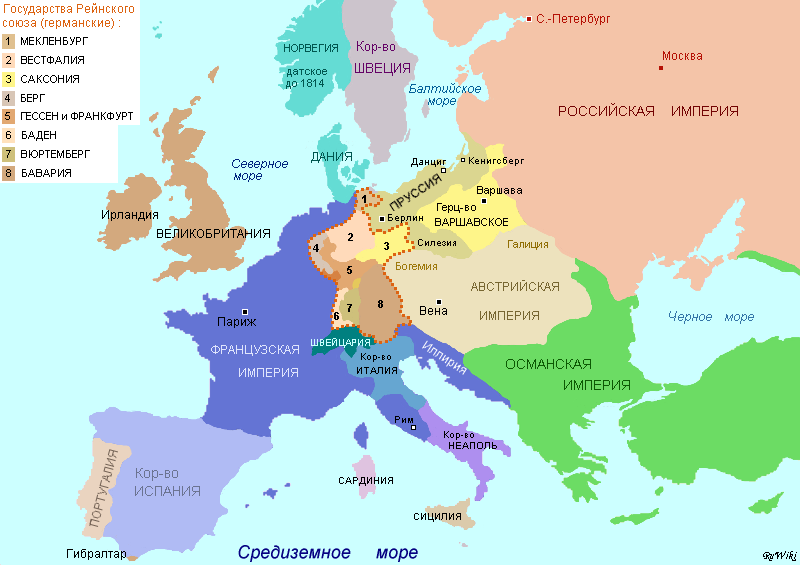
Карта Европы в 1812—1814 гг.

### Общее положение дел
Наполеоновская Франция к 1811 году подчинила себе бо́льшую часть Европы. Только народ Испании с помощью британской экспедиционной армии продолжал сопротивляться французским оккупационным войскам. Из основных европейских государств независимость сохраняли Великобритания,  Швеция и Россия. Россия и Франция после Тильзитского соглашения формально считались союзниками. Несмотря на это, Россия не соблюдала соглашение и нарушала континентальную блокаду Англии из-за финансовых интересов окружения российского императора. Кроме того, континентальная блокада была невыгодна для России. В июне 1812 года Наполеон двинулся на Россию с целью принуждения Александра I к соблюдению своих обязательств и возвращения независимости некоторым ранее оккупированным Российской империей государствам.
На 1 июня 1812 года Наполеон Бонапарт располагал вооружёнными силами из более чем миллиона солдат: 687 тысяч человек в Германии и Польше (включая 322 тысяч солдат из вассальных государств), до 300 тысяч завязло в войне в Испании, 150 тысяч стояло гарнизонами во Франции, 50 тысяч удерживали в покорности Италию.
Поход в Россию привел к гибели большей части наполеоновской Великой армии. Всего организованных войск, вышедших из России и находившихся в стадии реорганизации на Висле, было в начале января 1813 года лишь 52 508 человек, из которых было 11 511 человек кавалерии при 6733 лошадях. Но французская армия, противостоявшая в начале 1813 года русскому наступлению, состояла из нескольких колонн, последовательно сближавшихся друг с другом: войска, вышедшие из России, резервы, выдвинутые для поддержки отступавших из России войск, войска, находившиеся в их тылу в качестве оккупационных, гарнизонных, резервных и запасных войск и, наконец, собственно резервы Великой Армии, передвигавшиеся к театру военных действий. Всего французское командование могло выставить против русского наступления в период от одной до пяти недель 236 841 человек, в том числе 40 454 человек кавалерии при 29784 лошадях. Это было значительно больше численности русских войск, дошедших до западных границ России: согласно наиболее полному рапорту от 13 января 1813 года, численность русской армии составляла 141 067 чел., в числе которых было 10 313 чел. ополчения. Поэтому срочно формировалась Резервная армия генерала Д.И. Лобанова-Ростовского (178 тыс. чел.), из которой поступало пополнение в  русскую армию.
Наполеон после поражения в России стремился выиграть время, чтобы вновь создать массовую армию. Задержать продвижение русских войск на запад он рассчитывал на крупных водных преградах: Висле, Одере, Эльбе, а также используя мощные крепости Модлин, Торунь, Кюстрин, Глогау и другие. Стратегический план русского командования был основан на том, чтобы как можно скорее вывести Пруссию и Австрию из войны на стороне Наполеона и сделать их союзниками России.
К весне 1813 года Наполеону удалось собрать за счёт мобилизации большую армию, но попытки воссоздать сильную кавалерию и прежнюю артиллерию не увенчались успехом из-за отсутствия времени и ресурсов. К началу марта 1813 года Наполеону удалось сформировать новую Великую армию силой в 120 тыс. человек, но кавалерия в ней насчитывала всего 8 тыс., а артиллерии было лишь 250 орудий. С учетом сил своих союзников Наполеон смог выставить в весенней кампании 1813 года около 200 тыс. человек.

### Северный фланг русского фронта
Русская армия под командованием Кутузова после разгрома наполеоновской великой армии в России зимовала рядом с Вильно, где её посетил Александр I. Полки казаков (до 7 тыс.), корпуса генерала Витгенштейна (до 30 тыс.) и адмирала Чичагова (14 тыс. солдат) добивали остатки наполеоновских войск в Литве. Корпус Витгенштейна блокировал пути отхода корпуса маршала Макдональда через устье Немана.
Покинувший армию Наполеон передал главное командование Мюрату, который к концу декабря 1812 года имел под командованием в общей сложности до 90 тысяч солдат. Но эти силы были разбросаны на огромном пространстве и примерно половину из них составляли прусские и австрийские войска, на надёжность которых после гибели «Великой армии» уже нельзя было полагаться.
В составе корпуса Макдональда действовали войска под началом прусского генерал-лейтенанта Йорка, которые были отрезаны от дивизии Макдональда действиями колонны под командованием генерала Дибича из корпуса Витгенштейна.
18 (30) декабря 1812 года Дибич склонил Йорка к сепаратному перемирию, получившему известность как Таурогенская конвенция. По этому соглашению пруссаки без ведома своего короля заняли нейтралитет, в результате чего у Витгенштейна появилась возможность преследовать Макдональда по территории Восточной Пруссии. Деморализованный Мюрат самовольно сдал главное командование Богарне и уехал в Неаполь, усугубив тем самым хаос в стане противника. 23 декабря (4 января 1813 года) корпус Витгенштейна подошёл к Кёнигсбергу, который взяли на следующий день без боя (было захвачено до 10 тыс. пленных, больных и отставших французов). Богарне пытался остановить русское наступление на рубеже Вислы, рассчитывая на их утомление и расстройство после трудного похода.

### Южный фланг русского фронта
Южный фланг отступающей из России армии Наполеона прикрывали австрийский корпус фельдмаршала Шварценберга и саксонский корпус генерала Ренье, которые в районе Белостока и Брест-Литовского на границе с Варшавским герцогством старались избегать боёв с русскими. Командование русских войск также имело инструкции решать дела с австрийцами посредством переговоров.
13 (25) декабря 1812 года корпус Шварценберга отошёл в Польшу к Пултуску, за ним последовал русский авангард генерала Васильчикова. Противники соблюдали нейтралитет.
1 (13) января 1813 года главная русская армия фельдмаршала Кутузова тремя колоннами пересекла Неман (границу Российской империи) в районе Меречи в направлении на польский город Плоцк (к северу от Варшавы), оттесняя саксоно-польско-австрийские войска за Вислу. Так начался Заграничный поход русской армии, завершившийся в апреле 1814 года низвержением Наполеона.
Для разобщения северного и южного фланга французских войск Кутузов направил на Варшаву Милорадовича и Сакена. Внезапно появившись под Варшавой, Милорадович подписал конвенцию о перемирии со Шварценбергом, выполняя которую 27 января (8 февраля) 1813 года русские мирно заняли Варшаву, а Шварценберг отвёл свою 42-тысячный корпус к югу на Краков, прекратив таким образом участие в боевых действиях на стороне Наполеона. С ними ушло до 15 тыс. поляков из корпуса Понятовского. Саксонский корпус Ренье покинул армию Шварценберга и отступал на запад к Калишу, где и был разбит 1 (13) февраля корпусом Винцингероде. Герцогство Варшавское было выбито из числа союзных Наполеону государств, хотя поляки генерала Понятовского сохраняли верность французам в надежде на восстановление независимости польского государства.
Первая линия французской обороны по Висле была довольно легко взломана русской армией при благожелательном нейтралитете прусских войск и фактическим отказе Австрийской империи от военного союза с Францией.

### Действия Наполеона
Наполеон вернулся из Русского похода в Париж 18 декабря 1812 и сразу же энергично приступил к организации новой армии взамен уничтоженной в России. Досрочно были призваны 140 тыс. юношей, подлежащих призыву в 1813 году, ещё 100 тыс. переведены в регулярную армию из Национальной гвардии. Призваны граждане старших возрастов, для вспомогательной службы призваны юноши 1814 года призыва. Несколько полков отозвано из Испании. Ряд категорий населения лишился отсрочек, матросов перевели в пехоту. Немалую часть войск удалось собрать по гарнизонам.
Пока Наполеон формировал армию, его пасынок Евгений Богарне сдерживал по линии Эльбы дальнейшее продвижение союзных русско-прусских войск, опираясь на цепочку крепостей и 60-тысячную армию.
15 апреля 1813 Наполеон выехал из Парижа к вновь сформированной армии (ок. 130 тыс.) в Майнц на границе Франции. В конце апреля он двинулся в Саксонию к Лейпцигу, откуда, соединившись с войсками Богарне, он намеревался отбросить русские войска и привести в покорность восставшую Пруссию. Всего Наполеон располагал в Германии до 180 тыс. солдат против 69 тыс. русских и 54 тыс. прусских солдат, если не учитывать французские гарнизоны крепостей на Одере и Висле и осаждающие их силы.

## Кампания 1813 года. Война в Германии

### Освобождение Пруссии. Январь—апрель 1813
В начале 1813 г. Королевство Пруссия сохраняло союзнические отношения с наполеоновской Францией. Вступление русских войск в Восточную Пруссию создало предпосылки для пересмотра внешней политики прусского короля. 25 января 1813 король перебрался из оккупированного французами Берлина в нейтральную Силезию. 9 февраля Пруссия ввела всеобщую воинскую повинность, что дало возможность, наряду с другими мерами, создать к началу марта 120 тыс. армию. Прусские регулярные части согласованно с русскими войсками действовали против французов, не всегда получая на это санкцию прусского короля. Попытка французов организовать вторую линию обороны по Одеру не увенчалась успехом из-за фактически действовавшего русско-прусского союза.
Армия Кутузова после захвата Варшавы двинулась на запад Польши к Калишу. 13 февраля передовой русский корпус (16 тыс.) под командованием Винцингероде перехватил под Калишем отступавший 10-тысячный саксонский корпус Ренье, саксонцы потеряли в бою 3 тыс. солдат. 24 февраля штаб Кутузова перебрался в Калиш. Из Калиша русские стали совершать вылазки в Германию.
28 февраля в Калише был подписан союзный русско-прусский договор, была выработана основа создания союзной русско-прусской армии для военных действий против Наполеона, а 27 марта 1813 прусский король объявил войну Франции. К этому времени вся территория Пруссии (исключая несколько блокированных крепостей на Висле и Одере) вплоть до Эльбы была освобождена от французских войск. За Эльбой и к югу от неё начинались земли германских княжеств Рейнского союза, сохранявших верность Наполеону.
Главная русская армия (43 тыс.), расположившись на западной границе Варшавского герцогства, остановила на месяц своё продвижение. По мнению главнокомандующего Кутузова, русским войскам не следовало участвовать в войне за освобождение Германии, так как сражения с французами в Европе отвечали интересам не столько России, сколько интересам самих германских государств и Англии. Однако Кутузов не мог открыто сопротивляться планам императора Александра I, и объединённая русско-прусская армия (ок. 70 тыс.) в несколько колонн двинулась из польского Калиша в Саксонию, захватив 27 марта Дрезден, столицу формально нейтрального королевства.
3 апреля авангард союзников вошёл в Лейпциг.
Через Саксонию проходил кратчайший путь из Пруссии на Париж. С захватом этого государства Рейнский союз (вассальное образование Наполеона из германских государств) ожидал распад, и именно там развернулись основные сражения Наполеона в 1813 году с армиями Шестой коалиции.
Более энергично, чем Главная русская армия, действовал севернее отдельный корпус Витгенштейна. Передовая группа из его корпуса под началом генерал-адъютанта Чернышёва вошла 4 марта в Берлин, оставленный накануне французским гарнизоном. 11 марта в освобождённую столицу Пруссии с триумфом вступили основные силы Витгенштейна. 17 марта к войскам Витгенштейна (20 тыс.) в Берлине присоединился прусский корпус Йорка (30 тыс.), чтобы совместно действовать в рамках русско-прусского союза.
Затем Витгенштейн вместе с прусскими частями двинулся к Магдебургу на Эльбе (опорная крепость французов на западной границе Пруссии), где союзники отбили попытку французов сделать вылазку на Берлин. Убедившись в отсутствии угрозы для Берлина с этого направления, Витгенштейн в 20-х числах апреля двинулся на юг к Лейпцигу для соединения с армией Кутузова.
Группу генерал-лейтенанта Левиза (12 тыс.) Витгенштейн оставил блокировать прусский Данциг в устье Вислы (Данциг капитулировал 24 декабря 1813). Корпус Чичагова, вскоре перешедший под начало Барклая-де-Толли, осаждал крепость Торн на средней Висле. Торн капитулировал 16 апреля, что высвободило русский корпус (12 тыс.) как раз к началу сражений с армией Наполеона в Саксонии.

### Сражения вСаксонии. Май1813

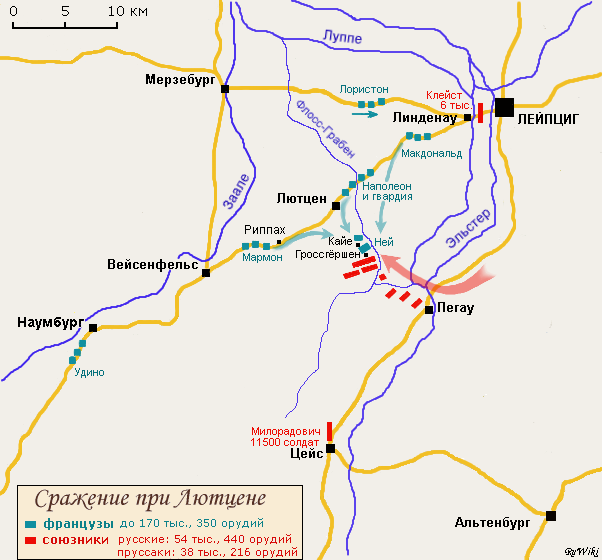
Карта сражения при Лютцене в 1813

28 апреля 1813 после продолжительной болезни скончался главнокомандующий русско-прусской объединённой армией фельдмаршал М. И. Кутузов. На его место был назначен генерал от кавалерии П. Х. Витгенштейн, завоевавший доверие Александра I своими победами в сражениях Отечественной войны. К этому времени диспозиция сторон была следующей:
- Союзные войска (54 тыс. русских, 38 тыс. пруссаков, 656 орудий) располагались на западе Саксонии между Альтенбургом и Лейпцигом. Передовые колонны были выдвинуты к реке Заале.
- Наполеон с вновь созданной 120-тысячной армией двигался из Франции по дороге примерно вдоль реки Заале по направлению к Лейпцигу, близ которого его ожидал с войсками (45 тыс.) его пасынок Евгений Богарне. На нижней Эльбе стоял корпус (10 тыс.) маршала Даву, а в самой Саксонии формировался генералом Ренье саксонский корпус (до 5 тыс. солдат). Артиллерия Наполеона (350 орудий) значительно уступала русско-прусской, также французы не обладали значительной кавалерией.

Из-за отсутствия достаточной кавалерии Наполеон имел смутные сведения о дислокации противника, не подозревая о сосредоточении союзных сил к югу от Лейпцига. Его армия растянулась на 60 км от Йены до Лейпцига, чем решил воспользоваться новый главнокомандующий союзников российский генерал Витгенштейн. По его плану войска союзников должны были нанести фланговый удар по французским корпусам в то время, пока они были разбросаны на марше. 2 мая 1813 произошло сражение при Лютцене. Наполеон сумел отразить неожиданное наступление союзников и, быстро стянув силы, перешёл в контрнаступление. В сражении союзники потеряли от 12 до 20 тысяч солдат, французские потери составляли около 20 тысяч солдат. Обескураженные неудачным развитием дела союзники решили отступить.
8 мая русские оставили Дрезден и переправились за Эльбу. Саксония попала снова под власть Наполеона.

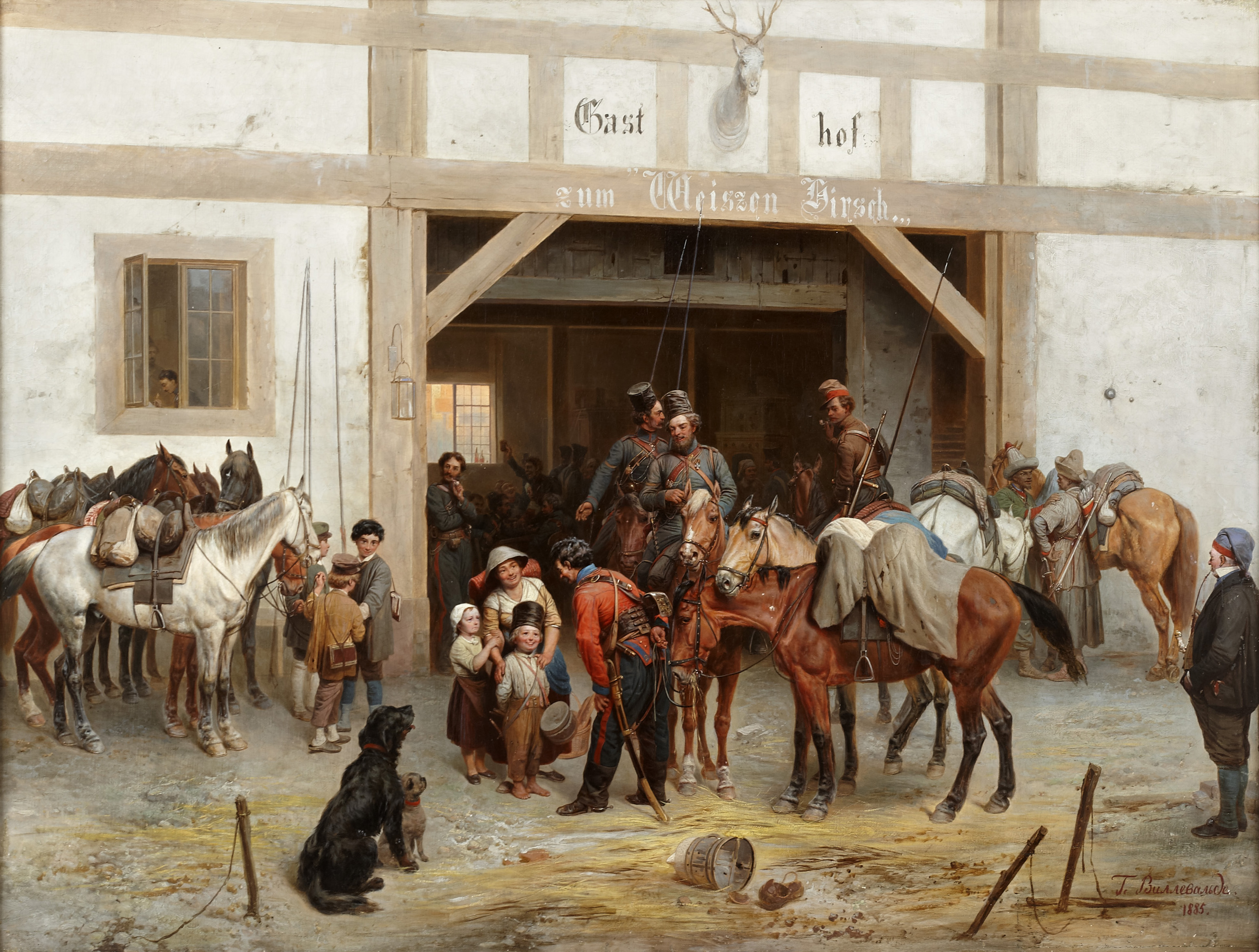
Казаки в Бауцене, 1813. Картина Богдана Виллевальде, 1885.

12 мая союзники заняли оборонительную позицию на восточной окраине Саксонии при Бауцене (40 км восточнее Дрездена), удачно укреплённую самой природой. 20—21 мая там произошло очередное сражение, известное как сражение при Бауцене. Наполеон располагал 143 тыс. солдат (из них 12 тыс. кавалеристов) и 350 орудиями против 93—96 тыс. русских и прусских (из них 24 тысячи кавалеристов) с 610 орудиями. За два дня боёв русские потеряли 6400 солдат, пруссаки — 5600 (некоторые источники также сообщают, что потери войск коалиции составили около 20 тысяч человек), французские потери оказались в полтора раза тяжелее (18—20 тыс.). Выдавленные с позиций союзники решили продолжить отступление на восток.
Если для русской армии отход представлял собой выгодный тактический манёвр, для пруссаков последствия были тяжелее, так как боевые действия переносились на территорию Пруссии. После второго подряд неудачного генерального сражения император Александр I заменил 25 мая главнокомандующего Витгенштейна на более опытного и старшего по выслуге лет в чине генерала от инфантерии Барклая-де-Толли. Войска союзников, отступая в Силезию, дали ряд удачных аръергардных сражений (в боях при Рейхенбахе и Гайнау), однако Барклай решительно не желал давать следующего генерального сражения, надеясь на истощение французской армии.
В ходе преследования армия Наполеона совершенно расстроилась, французы утомились от непрерывных безрезультатных боёв, потери от дезертирства и болезней значительно превышали боевые потери. Снабжение французских войск было неудовлетворительным, пропитание зависело от грабежа местного населения.
Между тем, одновременно с наступлением главной французской армии, велись отдельные операции в направлении на Берлин и Гамбург. К первому наступал корпус Удино, оставленный после Бауценского сражения в тылу, выступивший 14 мая на Хойерсверду и имевший столкновения с пруссаками у Кирхгайна и Лукау; последнее, неудачное для французов, спасло столицу Пруссии, вынудив Удино отойти за Чёрный Эльстер. На Гамбург наступала колонна Вандама, занявший этот город 19 мая.
Ещё 18 мая, до сражения при Бауцене, Наполеон просил принять в русско-прусской квартире маркиза Коленкура для переговоров с Александром I, но не получил ответа. 25 мая переговоры возобновились по инициативе французской стороны.
4 июня 1813 года Наполеон заключил в Плейсвице перемирие с союзниками до 20 июля (продлено затем до 10 августа 1813), после чего вернулся в Дрезден. Обе стороны надеялись использовать передышку для мобилизации сил.

### Перемирие. Июнь—август1813
Позднее историки и сам Наполеон назовут перемирие одной из величайших ошибок в его жизни. В результате перемирия Шестая коалиция значительно расширилась и усилилась, перевес в силах перешёл на сторону противников Наполеона.
В середине июня Англия обязалась поддержать Россию и Пруссию значительными субсидиями на продолжение войны.
22 июня Швеция вступила в антифранцузскую коалицию, выторговав себе Норвегию (датское владение).
В конце июня союзники и Наполеон приняли предложение Австрии о посредничестве, но если союзники также приняли австрийские условия мирного договора, то Наполеон не желал жертвовать даже частью своих захваченных владений. В начале июля в местечке Трахенберг (к северу от Бреславля) состоялось совещание союзных монархов (России, Пруссии, Швеции) по составлению общего плана военных действий против Наполеона. Австрийский император одобрил Трахенбергский план в качестве наблюдателя. Одновременно велись вялые переговоры с французскими уполномоченными в Праге.
В начале августа Наполеон сделал последнюю попытку уточнить условия, на которых Австрия согласится на мир. В последний день перемирия, 10 августа, он послал депешу, в которой согласился принять часть австрийских условий, но время было упущено. 12 августа Австрия официально вступила в войну на стороне коалиции.
14 августа Наполеон принял все условия венского кабинета, однако вынужденная уступка уже не могла изменить решения Австрии. Русско-прусская армия двинулась из Силезии в Богемию, чтобы присоединиться к новым союзникам.

### Силы противников в августе1813
Противостоящие силы союзных армий и Наполеона были подсчитаны по ведомостям российским военным историком М. И. Богдановичем.
- Россия: За время перемирия русская армия в Европе значительно усилилась за счёт резервов, посланных из России. Если в начале июня она насчитывала около 90 тыс. солдат, то по окончании перемирия её силы в Силезии составляли около 175 тыс. солдат (из них 107 тыс. пехота, 28 тыс. кавалерия, 26 тыс. казаков) при 648 орудиях. Кроме того, под Данцигом находилось 30 тыс. русских солдат с 59 орудиями. В Польше формировался генералом Беннигсеном ближайший резерв, так называемая Польская армия, силой до 70 тыс. при 200 орудиях.
- Пруссия: Половину прусской армии составлял ландвер, вид ополчения. Всего Пруссия выставила 235 тыс. (включая гарнизоны и вспомогательные войска), из них действующая армия насчитывала 170 тыс. солдат (из них 135 тыс. пехота, 26 тыс. кавалерия) при 376 орудиях.
- Австрия: При открытии кампании Австрия выставила против Наполеона армию в 110 тыс. (из них 90 тыс. пехота, 15 тыс. кавалерия) при 270 орудиях, которая быстро пополнялась и увеличивалась в ходе боевых действий.
- Другие союзники: Также в состав союзных сил входили 28 тыс. шведов, 13 тыс. немцев, 500 англичан. Всего списочный состав союзных войск в действующих армиях простирался до 500 тыс. человек с 1383 орудиями. До 300 тыс. войск находилось на вспомогательных театрах: осаждали крепости (Данциг и др.), в гарнизонах, формировались (Польская армия), прикрывали границы (Австрия послала войска к Италии).
- Франция: Французская армия спешно формировалась Наполеоном из призывников прямо на маршах. По ведомости от 6 августа она насчитывала около 420 тыс. солдат: из них 312 тыс. пехоты и 70 тыс. кавалерии. С учётом отдельных отрядов в распоряжении Наполеона в центральной Европе была армия в 440 тыс. солдат при 1180 орудиях. Кроме того в крепостях по Эльбе стояло гарнизонами 24 тыс. французов, из них половина в Гамбурге (позднее гарнизон Гамбурга был усилен датским контингентом). Осаждённые крепостные гарнизоны по Висле и Одеру в расчёт не принимались.

Превосходство сил союзников к концу перемирия стало примерно двукратным. По образному выражению современника, за время перемирия союзники собрали больше полков, чем Наполеон — рот.

### Операционные планы сторон
30 июня (12 июля) 1813 года союзники приняли Трахенбергский план кампании, которому затем в целом следовали. По этому плану союзные силы разделялись на 3 армии: Северную армию под командованием наследного шведского принца Бернадота (дислоцирована в Пруссии между нижней Эльбой и Берлином), Силезскую и самую южную Богемскую армии. Силезская армия должна была по обстоятельствам присоединиться либо к Северной, либо к Богемской армии. В случае выступления Наполеона против одной из союзных армий, другая должна была атаковать его операционную линию. Все 3 армии охватывали расположение Наполеона в Саксонии с севера, востока и юго-востока. В конечном манёвре союзным армиям предписывалось окружить главные силы французов: «Всем союзным армиям действовать наступательно; неприятельский лагерь будет их сборным пунктом».
Самая сильная Богемская армия под началом австрийского фельдмаршала Шварценберга включала в себя: 110 тыс. австрийцев, 82 тыс. русских, 42 тыс. пруссаков, 672 орудия. Северная армия Бернадота насчитывала 156 тыс. (из них 30 тыс. русских и 79 тыс. пруссаков, остальные немцы и шведы) при 369 орудиях. Силезская армия под командованием прусского генерала Блюхера состояла из 61 тыс. русских и 38 тыс. пруссаков при 340 орудиях.
Оборона Наполеона опиралась на цепочку крепостей по средней Эльбе, главным образом в Саксонии: Магдебург, Виттенберг, Торгау, Дрезден, Пирна. Сам он так кратко охарактеризовал диспозицию:

«Дрезден есть мой основной пункт для противодействия нападениям. Неприятель растянут от Берлина до Праги по дуге, центр которой занимают мои войска… Занятое мною расположение представляет такие выгоды, что неприятель, победив меня в десяти сражениях, едва ли может оттеснить меня к Рейну, между тем как одно выигранное сражение приведёт нас в неприятельскую столицу, освободит наши гарнизоны крепостей на Одере и Висле и принудит союзников к заключению мира».

По данным историка А. И. Михайловского-Данилевского французские силы распределялись следующим образом:
- в Саксонии под личным командованием Наполеона 122 тыс. солдат (гвардия, 1-й, 2-й, 8-й, 14-й пехотные и 4-й кавалерийский корпуса);
- в Силезии группировка под командованием маршала Макдональда в 105 тыс. солдат (3-й, 5-й, 6-й, 11-й пехотные и 1-й кавалерийский корпуса);
- в Пруссии на берлинском направлении группировка маршала Удино в 71 тыс. солдат (4-й, 7-й, 12-й пехотные и 2-й кавалерийский корпуса).

При этом также имелись изолированная французско-датская группировка маршала Даву в Гамбурге (13-й пехотный корпус и датчане), тыловой формирующийся 9-й пехотный корпус маршала Ожеро в Баварии и гарнизоны крепостей. 10-й пехотный корпус под командованием Раппа был осаждён в Данциге.

### Освобождение Германии. Август—декабрь1813

#### Сражение под Дрезденом. Август—сентябрь.
Боевые действия возобновились отправкой Наполеоном своего маршала Удино с 70-тыс. армией на Берлин. Поддержку Удино должны были оказать французские гарнизоны из Магдебурга и Гамбурга. Одновременно самый решительный из союзных полководцев Блюхер выступил из Силезии. Наполеон, полагая видеть перед собой главные силы союзников, устремился на Блюхера, который 21 августа сразу же отошёл согласно Трахенбергскому плану.
19 августа Богемская армия союзников неожиданно для Наполеона двинулась к Дрездену через Рудные горы, угрожая зайти в тыл главной французской армии. Наполеон, узнав об опасности для Дрездена, прикрытого только корпусом маршала Сен-Сира, ускоренными маршами поспешил из Силезии назад к важнейшему опорному пункту. Против Блюхера был оставлен маршал Макдональд с 80-тысячной армией.
23 августа прусские корпуса из Северной армии союзников отбросили под Гросбереном (в 15 км южнее Берлина) маршала Удино, разгромив саксонский корпус. Победа над французами, одержанная пруссаками практически самостоятельно, вызвала патриотический подъём в Пруссии. Удино отступил к Эльбе под защиту крепости города Виттенберг и вскоре был заменён Наполеоном на маршала Нея, которому ставилась прежняя задача овладеть Берлином.

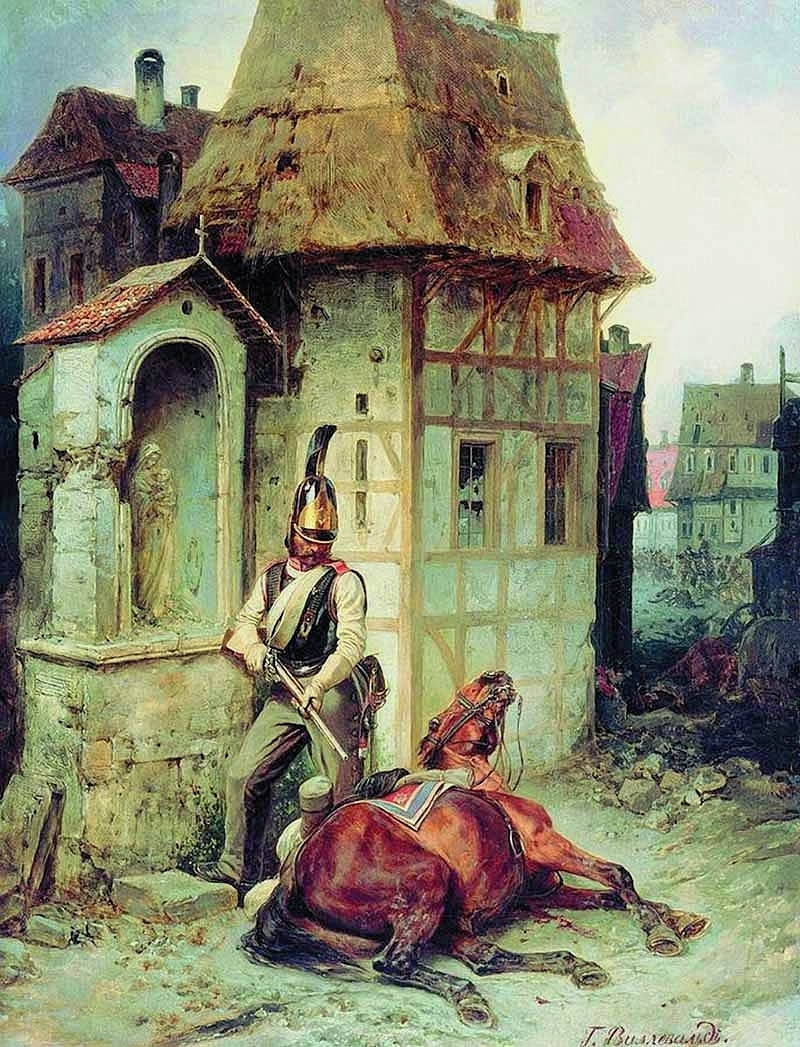
«Сегодня — ты, а завтра — я!». Кульм. 1813 год. Картина Богдана Виллевальде, 1886.

25 августа Богемская армия подошла к Дрездену, но командующий Шварценберг не рискнул взять город с ходу, решив подождать отставшие войска. На следующий день, 26 августа, он начал штурм, однако и Наполеон успел вернуться в этот день с гвардией. 27 августа произошло генеральное сражение, в котором союзники потерпели поражение и в расстройстве отступили обратно в Богемию. Основные потери понесли австрийские войска. Наполеон пытался запереть горный проход, через который устремились войска союзников, направив в обход сильный корпус Вандама. Однако Вандам сам оказался в окружении благодаря стойкости русской гвардии в бою под Кульмом, 30 августа его корпус был совершенно разгромлен.
26 августа, в день начала Дрезденского сражения, Блюхер перешёл в контрнаступление в Силезии на речке Кацбах, где во встречном сражении превосходящими силами кавалерии разбил армию маршала Макдональда (см. Сражение у Кацбаха), который лишился 103 орудий, 12 тысяч человек убитыми и ранеными и 18 тысяч пленными. Разгромленный маршал отступил в Саксонию к основным силам.
Наполеон после победы над Богемской армией союзников был вынужден в начале сентября вновь выступить против Силезской армии Блюхера. Блюхер отошёл за реку Бубр, разрушив мосты. Тем временем Богемская армия провела демонстрацию в сторону Дрездена, заняв Пирну. Наполеон поспешил вернуться назад к Дрездену. Дезорганизованный войной на два фронта Наполеон ушёл в оборону, его войска были измотаны непрерывными, бесплодными для французов маршами.
Сентябрь 1813 года прошёл без крупных сражений, за исключением очередного неудачного похода французской армии под началом маршала Нея на Берлин (см. Сражение при Денневице). 6 сентября прусские корпуса Северной армии разбили Нея, отбросив его войска к Эльбе. Победы союзников не позволили Наполеону развить успех Дрезденского сражения и сохранили готовую распасться коалицию с Австрией. В боевых действиях на 3 недели наступила передышка, противники собирались с силами и совершали вылазки друг против друга ограниченными силами.
Стратегическое положение Наполеона ухудшилось. В ряде поражений и ещё в большей степени от изнуряющих маршей и плохого снабжения он потерял значительно больше солдат, чем союзники. По оценке немецкого историка Ф. Меринга за август и сентябрь Наполеон потерял 180 тыс. солдат, главным образом от болезней и дезертирства. Бавария, вассал Наполеона и крупнейшее государство Рейнского союза, вступила в сепаратные переговоры с Австрией.

#### Сражение под Лейпцигом. Октябрь—декабрь.
В первых числах октября союзники, усиленные свежими подкреплениями, перешли в наступление на Наполеона, засевшего на крепкой позиции вокруг Дрездена. Вытеснить его оттуда предполагалось широким обходным манёвром сразу с двух сторон. Силезская армия Блюхера обошла Дрезден с севера и перешла Эльбу севернее Лейпцига. К ней присоединилась и Северная армия Бернадота, крайне вяло продвигающего вверенную ему армию. Богемская армия Шварценберга вышла из Богемии, обошла Дрезден с юга и тоже двинулась в сторону Лейпцига, в тыл Наполеону. Театр военных действий переместился на левый берег Эльбы.
Наполеон, оставив в Дрездене сильный гарнизон и выставив заслон против Богемской армии, бросился под Лейпциг, где рассчитывал сначала разбить Блюхера и Бернадота. Те уклонились от сражения, и Наполеону пришлось иметь дело со всеми союзными армиями одновременно. 16—19 октября 1813 года произошло одно из крупнейших сражений XIX века, известное как Битва народов или битва под Лейпцигом. Из-за разбросанности армий, обширного фронта сражения и продолжительности по времени оценка сил противоборствующих сторон сильно варьируется, но в среднем историки сходятся, что Наполеон имел под Лейпцигом 180—200 тыс. солдат. Союзные силы к концу битвы в полтора раза превышали численность французских войск.
Потери союзников за дни сражения составили до 54 тыс. убитыми и ранеными, из них 22600 русских, 16 тыс. пруссаков, 15 тыс. австрийцев и только 180 шведов. Но Наполеон потерпел решительный разгром, потеряв непосредственно под Лейпцигом до 80 тыс. солдат. Он отступал кратчайшей дорогой на Франкфурт во Францию, когда объединённые австро-баварские войска под командованием баварского генерала Вреде (43 тыс. солдат) направились на перехват линии отступления Наполеона и перерезали дорогу около германского города Ханау. 31 октября Наполеон с боем прорвался (см. Бой при Ханау), 2 ноября перешёл Рейн, вернувшись во Францию с 40 тыс. солдат под ружьём — остатком 400-тысячной армии.
Союзники остановились на границе Франции по Рейну, приводя в порядок войска. Кроме Гамбурга, где отчаянно защищался маршал Даву, и Магдебурга все остальные французские гарнизоны в Германии сдались в ноябре—декабре 1813 или январе 1814 года (см. статью Осада крепостей в 1813 году). В ноябре 1813 сдалась группировка маршала Сен-Сира в Дрездене (35 тыс. солдат), в конце декабря капитулировал Данциг. Капитуляция крепостей лишила Наполеона более 150 тысяч солдат, необходимых ему для защиты самой Франции. По подсчётам военного историка А. И. Михайловского-Данилевского в течение одного месяца и 5 дней в конце 1813 союзники захватили 41 тыс. пленных и 2247 орудий (половина артиллерии из Данцига) в результате капитуляций, много солдат в осаждённых крепостях скончалось от эпидемий или дезертировало.
Кампания 1813 года завершилась для Наполеона потерей Европы, но Франция всё ещё оставалась ему верной.

### Распад Рейнского союза осенью 1813
- Король Саксонии Фридрих-Август после колебаний весной 1813 затем до последнего оставался верен Наполеону, пока его войска под Лейпцигом не перешли на сторону союзников, формально изменив королю. Фридрих-Август стал пленником союзников. Саксония оказалась государством для послевоенного дележа между победителями, её северная часть в 1815 отошла к Пруссии.
- 26 октября 1813 казаки выгнали из Касселя Жерома Бонапарта, короля Вестфальского королевства. Позднее там были восстановлены прежние династии, низложенные Наполеоном. Вестфальское королевство как государство исчезло после перекройки европейских границ в 1815.
- Король Баварии Максимилиан I, оценив общий ход войны, 10 сентября 1813 отказался от союза с Наполеоном, письменно уведомив того об этом шаге. 8 октября, ещё до разгрома Наполеона под Лейпцигом, Бавария вступила в военный союз с Австрией, обязуясь присоединить к войскам коалиции свою 36-тысячную армию и вернуть Австрии часть территории. 30 октября 1813 баварские войска неудачно пытались перерезать Наполеону путь отступления под Ханау.
- Король Вюртемберга Фридрих I последовал примеру баварского короля, заключив 2 ноября 1813 с Австрией договор на условиях сохранения своего суверенитета. К этому времени союзные войска приблизились к границам его владений, граничащих с Францией по Рейну. Вюртемберг выставил в союзные силы 12-тысячный отряд, который затем участвовал в активных боевых действиях на территории Франции.
- В течение ноября остальные мелкие германские князья (великие герцоги Гессен-Дармштадтский, Баденский и др.) присоединились к коалиции.

### Походы в Шлезвиг и освобождение Нидерландов
Во время отступления Наполеона после поражения под Лейпцигом союзные государи распорядились дальнейшим его преследованием, причём Бернадоту указано было очистить от французов северную Германию. Когда Главная и Силезская армии двинулись за Наполеоном к Рейну, Бернадот повернул к Касселю, Ганноверу и Геттингену. Граф Толстой оставил гарнизон в Дрездене, присоединился к Беннигсену и с ним вместе двинулся к Гамбургу, чтобы совокупно с Бернадотом действовать против Даву и датчан. Наблюдение за крепостями по реке Эльбе было поручено графу Тауэнцину. 14 октября граф Воронцов занял Кассель, где уже не было тогда вестфальского короля Жерома Бонапарта, отправившегося во Францию. Вскоре прибыл в Кассель отряженный из Силезской армии корпус графа Сен-При.
По прибытии всех этих войск Бернадот разделил армию: Винцингероде (20 тыс. русских) был направлен через Падерборн в Бремен, чтобы утвердиться на реке Везер и преградить Даву отступление; Бюлов (25 тыс. пруссаков) — на Минден, с целью вытеснить французов из Нидерландов; Бернадот, с остальною частью Северной армии, дивизиями Воронцова и Строганова и шведскими войсками, продолжал движение к Ганноверу, куда и вступил 25 октября; авангарды его направились к Люнебургу и Гарбургу.
Однако Даву не думал об оставлении Гамбурга и готовился к упорной обороне. Лёгкие войска Северной армии заняли всё пространство между Рейном, Нидерландами и нижней Эльбой. Разбросанные неприятельские войска и управления бежали во Францию. Бернадот, дав войскам 2 недели отдыха, 12 сентября перешёл шведским корпусом через Эльбу при Бойценбурге, оставив на левом берегу её дивизии графов Воронцова и Строганова. Строганову указано было атаковать Штаде, а Воронцову наблюдать Гамбург. Попытка взять штурмом Штаде была неудачна, но гарнизон, видя смелый натиск, предпочёл оставить город и на судах переправился в Глюкштадт.
Строганов, очистив от французов всю северо-западную Германию до устьев Эмса, Везера и Эльбы, обратился к Гамбургу на смену графа Воронцова, двинувшегося на соединение со шведами. С его прибытием Бернадот решил атаковать Даву за рекой Штекниц, но маршал, не приняв сражения, отступил к Гамбургу.
Датчане (11 тыс.), под началом принца гессенского Фридриха, отделились от Даву и стали у Ольдесло, имея гарнизон в Любеке. 2 декабря Бернадот вступил в пределы Дании, вовсе не готовой к обороне и не имевшей денег. Граф Воронцов двинулся к Гамбургу, граф Вальмоден — к Ольдесло, шведы — к Любеку; Тетенборн с казаками тревожил датчан с тыла и флангов. Принц Гессенский с датчанами направился к Килю, опережаемый казаками, которые уже успели проникнуть к берегу Северного моря, к Тённингу, Фридрихштадту и Гузуму; между тем, Любек без выстрела сдался шведам, после чего они выступили к Килю; датчане свернули к Рендсбургу; авангард Вальмодена успел перерезать им путь, став у Зештета, но был стремительно атакован и опрокинут датчанами, которые, благодаря этому успели отойти в Рендсбург. Бернадот остановился в Киле; генерал Карл Хенрик Поссе обложил и взял Фридрихсорт; генерал Бойен и британский корабль блокировали Глюкштадт. Союзные войска двинулись к Рендсбургу; казаки Тетенборна проникли в Шлезвиг до Рипена и Кольдинга. После этого датчане стали уступчивее и заключили мир в Киле. Дания уступила Швеции Норвегию, получив взамен шведскую Померанию, и, объявив войну Наполеону, присоединила свои войска к армии союзников.
Одновременно с вторжением в Шлезвиг были освобождены и Нидерланды. Для их защиты Наполеон оставил 8 тыс. человек под началом генерала Молитора. Весть о поражении французов и движении союзников к Рейну произвела настолько сильное брожение в населении Нидерландов, что Молитор, опасаясь бунта, вывел войска из городов и сосредоточил их около Утрехта, авангард же расположил в укреплённом лагере впереди Арнема, в крепостях оставил гарнизоны.
В таком положении были дела, когда Бенкендорф, посланный 2 ноября Винцингероде из Бремена, подходил к Нидерландам с отрядом в 1.100 человек пехоты, 800 человек конницы, 1.600 казаков и 12 конных орудий, имея приказание охранять северо-восточную Германию; к его отряду присоединились отряды Чернышёва, направленного Александром I к Бернадоту, и Нарышкина (3 казачьих полка). Бенкендорф направил первого в Дусбург, второго в Цволле, куда пошёл и сам. Сюда тайно прибыли депутаты Амстердама с уверением, что, при появлении русских, голландцы отложатся от Наполеона. Бенкендорф, в ожидании разрешения Винцингероде, вступил в Нидерланды, где выслал вперёд Маркле с 200 казаками, который незаметно пробрался мимо французских постов и 12 ноября явился в Амстердам, восторженно встреченный жителями.
В то же время Нарышкин занял Хардервейк и Амерсфорт, а Бюлов поспешил к Арнему. Винцингероде, считая отряд Бенкендорфа слишком слабым для завоевания Нидерландов, запретил ему переходить через Эйссел; однако, убедительные просьбы населения Амстердама, страшившегося возвращения французов, побудили Бенкендорфа нарушить приказание. Он отправил конницу с демонстративной целью к Амерсфорту, а сам с пехотой выступил в Хардервейк и, собрав суда, отплыл 22 ноября с 600 человеками по Зюйдерзее к Амстердаму. Через 12 часов эти войска прибыли в Амстердам и обнародовали прокламацию о восстановлении независимости Нидерландов. Народ стал вооружаться и двинулся к крепостям Мёйден и Тальвег, которые сдались без сопротивления. Майор Маркле, посланный с казачьим отрядом в Хельдер, заключил с начальником нидерландской эскадры адмиралом Верюелем условие, обязавшее его ничего не предпринимать против российских войск.
Между тем, пруссаки взяли с боя Дусбург и Зютфен и двинулись к Арнему, где находились 4 тыс. французов, занимавших впереди города укреплённую позицию. Бюлов их атаковал, рассеял и, воспользовавшись суматохою, двинулся на штурм Арнема, который и был взят после непродолжительного сопротивления; часть французов отступила к Утрехту на соединение с Молитором, куда 19 ноября направился и Бюлов.
Примеру Амстердама последовали все города, не занятые французскими гарнизонами. Молитор, не будучи в силах остановить общее восстание, отошёл за реки Лек и Ваал. Бюлов остановился в Утрехте. Между тем, в Амстердам прибыл принц Оранский Виллем, приглашённый населением вернуться в страну своих предков и встреченный русскими войсками. На собранном военном совете Бенкендорф предложил перейти за Лек и Ваал и удалить тем самым военные действия от Амстердама. После продолжительных споров мнение Бенкендорфа было принято, и он 28 ноября выступил к Роттердаму, где получил приказание Винценгероде отправить отряды Чернышёва и Нарышкина к Дюссельдорфу. Затем с остальными войсками он овладел без большого сопротивления Бредою и Гертруйденбергом; в разные стороны были высланы отдельные партии. Одна из них, полковника Чеченского, явилась перед крепостью Виллемштадт; гарнизон, сев на суда, покинул крепость, в которой было найдено 100 орудий и 52 канонерские лодки.
После этого британские войска, прибывшие на судах под началом генерала Грэхэма, могли безопасно высадиться на берегах Нидерландов. Бюлов, узнав об их прибытии, осадил Горкум и придвинулся к Боммелю. Бенкендорф временно расположился в Бреде, откуда его отдельные партии направились к Антверпену и Брюсселю. Этим движением было окончено освобождение Нидерландов и сделано начало к вторжению во Францию с северной стороны.

## Кампания1814 года. Война во Франции

### Первые сражения во Франции. Январь1814
Большая часть русско-прусско-австрийских войск стояла на границах Франции по Рейну весь ноябрь и декабрь 1813 года. По словам очевидца и историка А. И. Михайловского-Данилевского, царь Александр I выступал за вторжение во Францию без промедления, однако союзники приняли более осторожный план действий:
«Он не хотел даже долго останавливаться на Рейне, а идти прямо в Париж зимою, но союзники наши как будто оробели при виде границ Франции, вероятно, от неудачных покушений их в прежние войны».
Северная армия под начальством шведского кронпринца Бернадота раздробилась, сам Бернадот со своими шведами пошёл в Данию, другие корпуса отправились очищать Голландию от французских гарнизонов и позднее присоединились к армиям Блюхера и Шварценберга.
1 (12) января 1814 года русская гвардия во главе с царём вошла во Францию со стороны Швейцарии, в районе Базеля, другие корпуса союзников пересекли Рейн ранее, в 20-х числах декабря 1813. К 26 января союзные корпуса, обходя крепости, собрались в провинции Шампань между правыми притоками Сены — Марной и Обом, примерно в 200 км к востоку от Парижа. Против более чем 200-тысячной армии союзников Наполеон имел под рукой до 70 тысяч солдат, которые, прикрывая разные направления, старались по мере сил задержать продвижение союзников. Из-за необходимости останавливаться на зимних квартирах, защищать коммуникации и блокировать французские крепости союзники были вынуждены распылять силы, так что их превосходство непосредственно на поле боя не было столь подавляющим и дало возможность Наполеону сосредотачивать свои относительно небольшие силы против отдельных частей союзных армий и с успехом воевать с ними.
25 января Наполеон, попрощавшись с 3-летним сыном и женой, выехал к войскам в Витри. Больше он никогда не увидит свою семью.
Зимнее вторжение застало врасплох французского императора. Спешно призванные 170 тысяч новобранцев ещё только обучались и не были должным образом вооружены. Наполеона спасали разногласия в стане союзников: Австрия не была заинтересована в дальнейших сражениях и через Шварценберга сдерживала продвижение союзных войск. Но прусский фельдмаршал Блюхер с одобрения Александра I стремился на Париж, и основные сражения кампании 1814 года развернулись между русско-прусскими корпусами Блюхера и Наполеоном, в то время как Шварценберг с наиболее сильной армией (бывшая Богемская, теперь Главная армия) ограничился вспомогательной ролью.

Расположение войск на 27 января 1814 года

Наполеон решил атаковать выдвинувшуюся вперёд Силезскую армию Блюхера, слабейшую, но более опасную из союзных. Он сосредоточил до 40 тыс. солдат, а затем попытался неожиданным манёвром зайти в тыл Блюхеру, который имел под Бриенном (фр. Brienne-le-Château) менее 30 тыс. солдат из русских корпусов. 29 января произошло сражение под Бриенном, в котором успех частично сопутствовал французам. Противники потеряли по 3 тыс. человек, Блюхер в порядке отступил на несколько километров на более выгодную позицию на высотах Транна, где соединился с войсками Шварценберга.
Соотношение сил склонилось на сторону 6-й коалиции. Блюхер собрал под своё начало до 110 тыс. солдат и перешёл в контрнаступление. 1 февраля в районе деревни Ла-Ротьер французы были охвачены с левого фланга превосходящими силами, вытеснены из центральной позиции и были вынуждены отступить за реку Сену в Труа (см. Сражение при Ла-Ротьере). Потери сторон оказались равными, примерно по 6 тыс. человек.

### Наступление Наполеона. Февраль1814
2 февраля состоялся военный совет, на котором союзники, развивая первоначальный успех, решили двигаться на Париж раздельно. Главная армия под командованием Шварценберга должна была наступать вдоль долины Сены, имея перед собой главные силы Наполеона. Силезская армия Блюхера двинулась на Париж севернее через долину реки Марны (впадает в Сену возле Парижа), имея перед собой малочисленные корпуса французских маршалов Макдональда и Мармона.

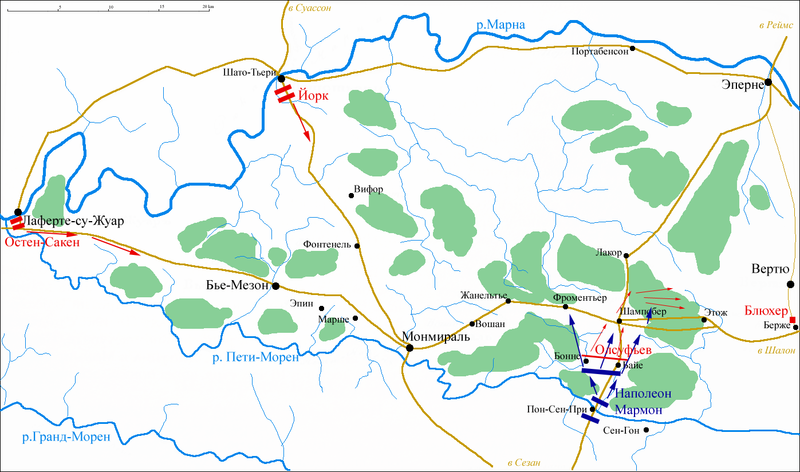
«Шестидневная война» Наполеона. День первый, 10 февраля 1814

Из-за медлительности Шварценберга разбитая французская армия спокойно восстанавливала силы до 6 февраля, затем после стремительного марша 10 февраля нанесла неожиданный удар во фланг армии Блюхера, разгромив при Шампобере русский корпус Олсуфьева. Так началась серия побед Наполеона над Силезской армий Блюхера, получившая среди историков название Шестидневная война. В ходе наступления армия Блюхера подошла ближе 100 км к Парижу, но оказалась разбросанной по частям на большом расстоянии, причём из-за отсутствия кавалерии Блюхер не располагал сведениями о перемещениях противника. Между топтавшейся на месте возле Труа Главной армией Шварценберга и Блюхером образовался разрыв, не позволяющий Блюхеру вовремя получить подкрепления от Шварценберга.
Наполеон последовательно атаковал всей армией корпуса Блюхера по отдельности. В результате 4 сражений (Шампобер, Монмираль, Шато-Тьерри, Вошан) с 10 по 14 февраля Блюхер потерял треть армии (16 тыс. солдат, из них 9 тыс. русских). От полного уничтожения Блюхера спасло наступление Главной армии, которое стало угрожать Парижу.
17 февраля союзники предложили Наполеону мир на условиях сохранения французских границ к началу Французской революции, от чего тот отказался.
Шварценберг также в медленном наступлении раскидал корпуса на большом расстоянии, что позволило Наполеону, быстро перебросившему армию на угрожаемое направление, нанести ряд поражений отдельным частям Главной армии. 17 февраля был разгромлен русский авангард Палена и затем баварская дивизия. 18 февраля в сражении при Монтро вюртембергский корпус с двумя австрийскими дивизиями оказался прижатым к Сене вдвое более сильной французской армией, однако союзники сумели с большими потерями (до 6 тыс.) переправиться на другой берег.
Шварценберг отошёл к Труа, где соединился с Силезской армией Блюхера, а затем к исходной позиции наступления.
Первое наступление союзников на Париж провалилось.
Наполеон не решился атаковать объединённые силы союзников, которые более чем в 2 раза превосходили все войска в его распоряжении. Однако и Шварценберг продолжил отступление. Недовольный этим Блюхер обратился к русскому царю и прусскому королю, получив от них разрешение действовать самостоятельно.
Союзные армии поменялись функциями: до того вспомогательная армия Блюхера должна была вести активные наступательные действия, а Главная армия Шварценберга отвлекать и распылять французские силы. На усиление Блюхера были направлены из Голландии русский корпус Винцингероде и прусский Бюлова из Северной армии Бернадота.
24 февраля Блюхер двинулся на северо-запад, в сторону Парижа и навстречу подкреплениям. Наполеон, узнав об отделении Блюхера, решил организовать его преследование как наиболее опасного и активного противника. Убедившись в пассивности Шварценберга, Наполеон оставил против него возле Бар-сюр-Об и Бар-сюр-Сен немногочисленные войска маршалов Удино, Макдональда и генерала Жерара, всего 30 тыс. солдат, а сам 27 февраля с примерно 40 тыс. скрытно двинулся из Труа в тыл к Блюхеру.
Союзные монархи, опасаясь за участь армии Блюхера, вынудили Шварценберга перейти хотя бы в частичное наступление. Русский корпус под командованием Витгенштейна при поддержке австро-баварского корпуса Вреде (всего 35 тыс.) отбросили 27 февраля войска маршала Удино (18 тыс.) за реку Об (правый приток Сены) в районе городка Бар-сюр-Об. 5 марта союзники в очередной раз заняли Труа, но здесь Шварценберг остановил своё продвижение, следуя инструкции австрийского кабинета не удаляться далеко за Сену. Основные сражения разворачивались северо-западнее, за рекой Марной, между Наполеоном и армией Блюхера.

### Общая ситуация к концу февраля1814
Общая обстановка к концу февраля 1814 года складывалась для Наполеона тяжело, но не безнадёжно. Он поставил себе задачу заключить мир с союзниками на условиях сохранения границ Франции к началу эпохи наполеоновских войн, то есть по Рейну и Альпам.
Общее расположение противоборствующих армий на 26 февраля 1814 года было следующим.
- Наполеон между реками Сеной и Обом располагал около 74 тыс. солдат при 350 орудиях. С такими силами он успешно сдерживал союзные армии Блюхера и Шварценберга, численность которых по оценкам превышала 150 тысяч солдат. Блюхер (около 45 тыс. солдат) отделился от Главной армии Шварценберга и двинулся в сторону Парижа. На его пути находились только слабый заслон в виде французских корпусов Мармона и Мортье (до 16 тыс. солдат).
- На южном фланге в Швейцарии наполеоновский маршал Ожеро с 28 тыс. солдат отбросил австрийский корпус Бубны и готовился взять Женеву, после чего его задачей было перерезать коммуникационную линию Шварценберга.
- В Италии французский генерал Евгений Богарне с 48 тыс. солдат успешно противостоял 75-тысячной австрийской армии фельдмаршала Беллегарда, а также сдерживал бывшего наполеоновского маршала, а теперь неаполитанского короля Мюрата с его неаполитанцами от активных действий против французов.
- В Испании наполеоновский маршал Сюше располагал до 40 тыс. солдат. Согласно договору он не вёл боевых действий, ожидая возможности увести войска во Францию. Пиренеи запирал отряд маршала Сульта, не давая англо-испанской армии герцога Веллингтона вторгнуться во Францию с юга.
- На севере в районе Рейна и Голландии французы продолжали сопротивление в многочисленных крепостях.

### Успехи союзников. Март1814
27 февраля Блюхер подошёл к Лаферте-су-Жуар (75 км восточнее Парижа) на Марне, где отбросил слабые заслоны маршалов Мармона и Мортье. Узнав о движении Наполеона, Блюхер начал отступление вдоль реки Урк на север к Суассону на Эне навстречу двигавшимся подкреплениям (корпусам Винцингероде и Бюлова). Угрожая штурмом, союзники уговорили французский гарнизон покинуть 3 марта крепость Суассона с оружием, после чего 4 марта Блюхер перешёл на правый берег Эны, где его армия, соединённая с корпусами Винцингероде и Бюлова, увеличилась вдвое и стала насчитывать до 109 тыс. солдат.
Как полагают военные историки, ссылаясь на мемуары маршала Мармона, Наполеон был вынужден малыми силами (40—50 тыс.) атаковать Блюхера, чтобы прорваться к северу на Рейн и в Голландию, где рассчитывал деблокировать французские гарнизоны. Гарнизоны могли дать ему до 50 тысяч солдат, что дало бы надежду французскому императору сокрушить союзные армии во Франции.
Наполеон не знал о соединении союзников и намеревался перерезать центральную дорогу Суассон—Лан. 7 марта Наполеон атаковал позиции Блюхера на Краонских возвышенностях, на которых оборонялись две русские дивизии Воронцова и Строганова (16 тыс. солдат) из корпуса Винцингероде. Замысел Блюхера состоял в том, чтобы дать увязнуть Наполеону в сражении, а затем обходным манёвром нанести удар ему в тыл. Однако сильный кавалерийский корпус не смог совершить этот манёвр, и русские отступили с плато. Сражение при Краоне рассматривается как одно из самых кровопролитных за всю кампанию, если оценивать удельное число убитых и раненых (процент от количества участников сражения). Русские дивизии потеряли почти треть личного состава.
Блюхер стянул все наличные силы (104 тыс., из них 22 тыс. кавалерии, 260 орудий) к Лану, сильно укреплённому городку — древней столице Франции. Наполеон тоже стянул свои силы в кулак, доведя численность армии до 52 тыс. солдат (включая 10 тыс. кавалерии) при 180 орудиях. 9 марта при Лане войска союзников, главным образом прусские дивизии, отразили наступление Наполеона и затем в ночь на 10 марта полностью разгромили один из его корпусов под командованием маршала Мармона. Тем не менее Наполеон продолжил атаки 10 марта на вдвое сильнейшую армию Блюхера, после чего к концу дня беспрепятственно отступил за реку Эну (см. Сражение при Лаоне).
После отступления Наполеона стратегическая инициатива могла бы перейти к армии Блюхера, однако его войска оставались неподвижными в течение недели из-за болезни прусского фельдмаршала и трудностей в снабжении. Наполеон двинулся на восток и 13 марта неожиданной атакой разбил в Реймсе 14-тысячный русско-прусский корпус графа Сен-При, который был смертельно ранен. 
Заняв Реймс, Наполеон перерезал коммуникационную линию между Силезской армией Блюхера и Главной армией Шварценберга. Внезапный успех Наполеона оказал моральное воздействие на союзников, которые в замешательстве приостановили свои операции, передоверив инициативу в боевых действиях французскому императору.
В это время Главная армия союзников под началом Шварценберга медленно продвигалась к Парижу. Наполеону, ослабленному большими потерями в сражениях с Блюхером, ничего не оставалось, как снова броситься на Главную армию. Наполеон рассчитывал применить обычную тактику: атаковать с фланга рассеянные в марше корпуса союзников по отдельности. Однако в этот раз союзники успели стянуть корпуса в кулак, так что Наполеон не мог надеяться на победу в сражении с намного превосходящим противником. Единственное, что мог сделать Наполеон, это остановить продвижение Главной армии, угрожая ей с фланга или тыла. Однако в таком случае путь на Париж оставался открытым для армии Блюхера.
Наполеон избрал следующую стратегию: выставить заслоны против союзников, а самому пройти между армиями Блюхера и Шварценберга к северо-восточным крепостям, где он мог, деблокировав и присоединив гарнизоны, значительно усилить свою армию. Затем у него появилась бы возможность принудить союзников к отступлению, угрожая их тыловым коммуникациям. Наполеон надеялся на медлительность союзных армий и их страх перед армией французского императора в их тылу. Париж оставлялся на защиту, главным образом, своих жителей и Национальной гвардии.
К 20 марта корпуса Главной армии сосредоточились между реками Сеной и Обом около Труа. Наполеон избрал маршрут на северо-восток вдоль долины реки Об через городок Арси-сюр-Об к Витри и далее на восток. 20 марта его 25-тысячная армия столкнулась в Арси с войсками Шварценберга (до 90 тыс. солдат). 21 марта после сражения при Арси-сюр-Обе Наполеон был отброшен за реку Об и ушёл к Сен-Дизье, где намеревался тревожить союзные армии с тыла. Ему удалось частично выполнить поставленную задачу: наступление на Париж Шварценберга было приостановлено.

### Взятие Парижа и конец кампании. Март1814

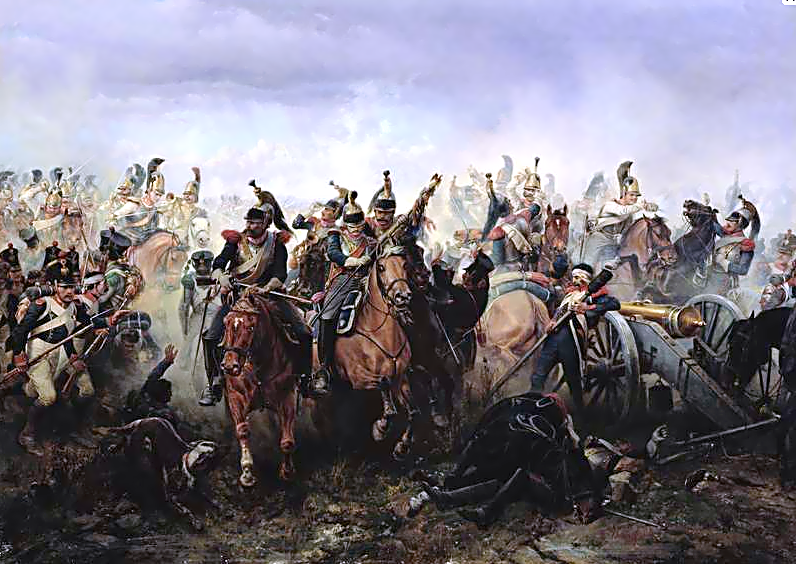
Лейб-гвардии Конный полк в сражении при Фершампенуазе 13 (25) марта 1814 года

В свою очередь союзники 24 марта согласовали план дальнейших действий в кампании, решив после споров возобновить наступление на Париж. Против Наполеона выслали 10-тысячный кавалерийский корпус под началом российского генерала Винцингероде с тем, чтобы ввести Наполеона в заблуждение относительно намерений союзников. Корпус Винцингероде был разбит Наполеоном 26 марта, но это уже не повлияло на ход дальнейших событий.
25 марта армии Блюхера и Шварценберга двинулись на Париж. В тот же день при Фер-Шампенуазе союзная кавалерия в 2 отдельных сражениях разбила корпуса маршалов Мармона и Мортье (16—17 тыс. солдат) и почти полностью уничтожила большой отряд Национальной гвардии. Французские корпуса спешили на соединение с Наполеоном, после поражения они откатились к Парижу.
Когда 27 марта Наполеон узнал о наступлении на Париж, то высоко оценил решение противника: «Это превосходный шахматный ход. Вот никогда бы не поверил, что какой-нибудь генерал у союзников способен это сделать». На следующий день он от Сен-Дизье (прим. 180 км восточнее Парижа) бросился на спасение столицы, однако прибыл слишком поздно.
29 марта союзные армии (около 100 тыс. солдат, из них 63 тыс. русских) подошли вплотную к передовой линии обороны Парижа. По разным данным у французов было 22—26 тыс. регулярных войск, 6—12 тыс. ополченцев Национальной Гвардии и около 150 орудий. Нехватка войск частично компенсировалась высоким боевым духом защитников столицы и их надеждой на скорое прибытие Наполеона с армией.

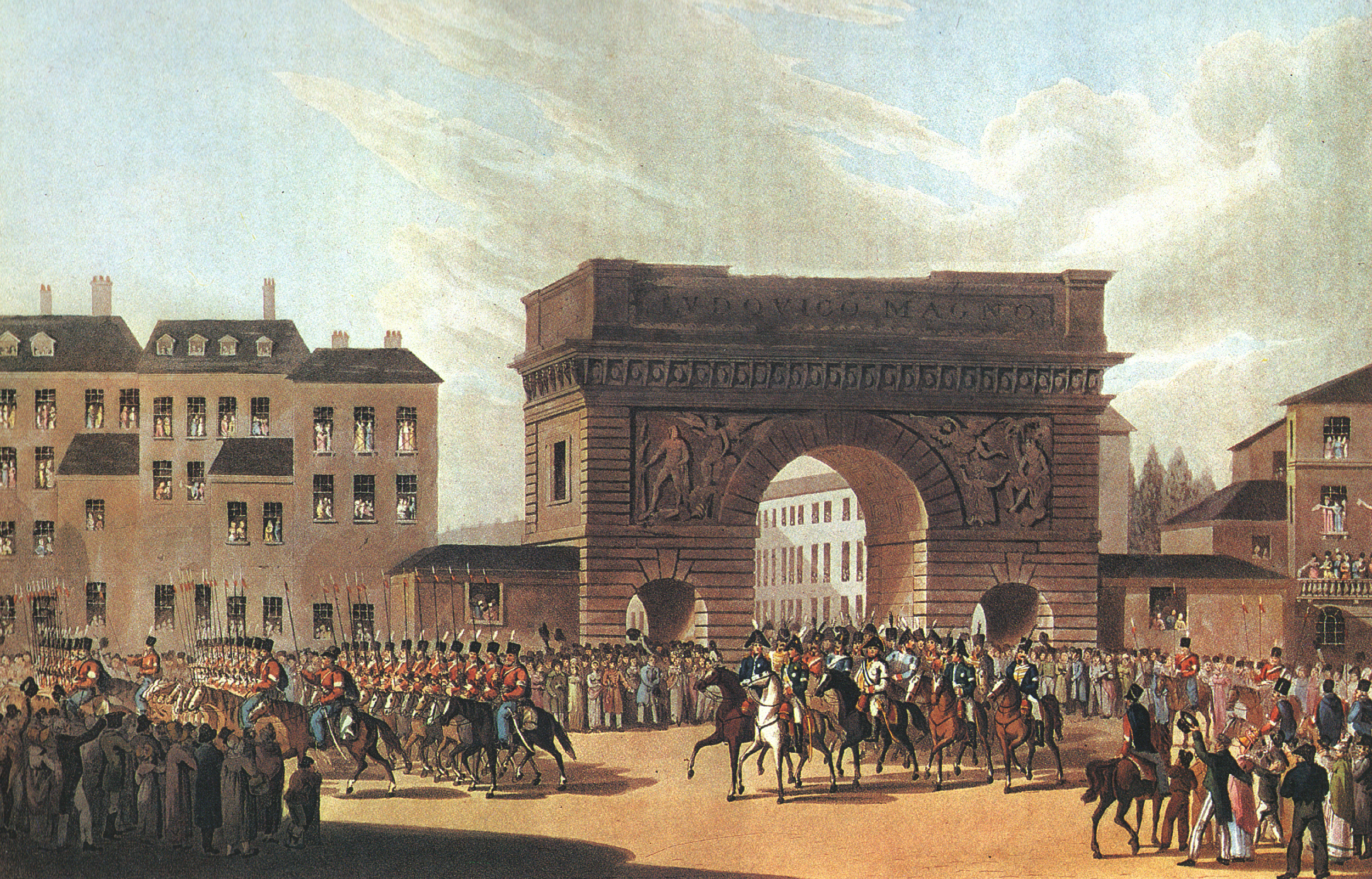
Русская армия входит в Париж (1814)

30 марта русские и прусские корпуса атаковали и после ожесточённых боёв захватили пригороды Парижа. Желая спасти многотысячный город от бомбардировки (огня артиллерии) и уличных боёв, командующий правым флангом французской обороны маршал Мармон к 5 часам дня отправил парламентёра к русскому императору. Александр I дал такой ответ: «Немедленно капитулируйте, иначе к вечеру не узнаете места, где была ваша столица». Сражение за Париж стало в кампании 1814 года одним из самых кровопролитных для союзников, потерявших за один день боёв более 8 тысяч солдат (из них более 6 тыс. русских).
31 марта в 2 часа утра капитуляция Парижа была подписана. К 7 часам утра, по условию соглашения, французская регулярная армия должна была покинуть Париж. В полдень 31 марта русская и прусская гвардия во главе с императором Александром I триумфально вступили в столицу Франции.
В первых числах апреля Сенат Франции издал декрет о низложении Наполеона и учредил временное правительство. Тем не менее на большей части Франции народ признавал императорскую власть, то есть возникло двоевластие.
Наполеон узнал о капитуляции Парижа в тот же день на подъезде к столице. Он отправился в свой дворец в Фонтенбло, где поджидал подхода своей отставшей армии. Наполеон стянул все имеющиеся войска (до 60 тыс.) для продолжения войны. Однако под давлением собственных маршалов, учитывающих настроения населения и трезво оценивающих соотношение сил, 4 апреля Наполеон написал заявление об условном отречении в пользу своего сына Наполеона II под регентством жены Марии-Луизы. Пока шли переговоры, часть французской армии перешла на сторону союзников, что дало повод императору Александру I ужесточить условия отречения.
6 апреля Наполеон написал акт отречения за себя и своих наследников от престола Франции. В тот же день Сенат провозгласил королём Людовика XVIII. Сам Наполеон 20 апреля отправился в почётную ссылку на остров Эльбу в Средиземном море.
30 мая 1814 года был подписан мир, вернувший Францию в границы 1792 года и восстановивший в ней монархию Бурбонов.

## Вспомогательные фронты Шестой коалиции
Война Шестой коалиции против Наполеона и его союзников развернулась на большей части Европы, хотя решающие сражения происходили на основном театре боевых действий в Пруссии, Саксонии и дальних подступах к Парижу, где армии Шварценберга и Блюхера противостояли Наполеону.
В Испании англо-испано-португальская армия Веллингтона отбросила французов маршала Сульта к Пиренеям, затем вторглась на юг Франции. Эта кампания рассматривается как самостоятельная война на Пиренейском полуострове (Peninsular War 1807—1814) и охватывает более длительный период с 1807 года. На северо-востоке Италии против австрийцев и англичан сражался пасынок Наполеона, вице-король Италии Евгений Богарне. Бывший маршал Наполеона, шведский наследный принц Бернадот осенью 1813 отделился от основных сил коалиции, сосредоточившихся на Рейне для вторжения на территорию Франции. Его армия разделилась: русско-прусские корпуса очищали от французских гарнизонов Голландию и Бельгию (Соединённые провинции), шведская часть армии отправилась к границам Дании, чтобы изолировать группировку маршала Даву в Гамбурге и силой заставить Датское королевство уступить Норвегию Швеции.

### Война на Пиренейском полуострове
Война на Пиренейском полуострове началась в октябре 1807 года, когда французский генерал Жюно с целью обеспечения континентальной блокады захватил Лиссабон. С августа 1808 года английский генерал Артур Уэлсли, будущий герцог Веллингтон, возглавляет боевые действия в Португалии и Испании. Его противниками попеременно были французский маршал Сульт и брат Наполеона Жозеф. Катастрофический разгром Наполеона в России привёл к отзыву французских частей из Испании, благодаря чему создались благоприятные условия для наступления англо-испано-португальской коалиции.
21 июня 1813 Веллингтон нанёс поражение Жозефу Бонапарту при Витории: французы лишились около 5 тыс. солдат, что для 50-тысячной армии не составляло слишком тяжёлой потери. Однако в результате потери обоза и почти всей артиллерии французская армия потеряла боеспособность. Кроме того, победа Веллингтона случилась в период перемирия Наполеона с русскими и пруссаками, что укрепило союзников в намерении продолжать войну.
В июле 1813 произошла битва за Пиренеи, отделявшие Францию от Испании. Бои велись с переменным успехом, в результате Веллингтон остановился на границе Франции, которую пересёк в октябре 1813, узнав о возобновлении союзниками активных боевых действий против Наполеона. Маршал Сульт ограниченными силами (35 тыс.) успешно сдерживал методичное продвижение англо-испано-португальских войск (до 100 тыс.), так что когда армии Шварценберга и Блюхера штурмовали Париж, Веллингтон оставался на юге Франции.
В Испании оставались французские гарнизоны под общим командованием маршала Сюше, блокируемые англо-испанскими войсками. Эти силы насчитывали до 65 тыс. солдат в 1813, после потерь и отзыва полков во Францию у Сюше оставалось в 1814 15—20 тыс. солдат в Каталонии (область Испании на Средиземном побережье, примыкающая к Пиренеям), которые не принимали участия как в решающих сражениях во Франции, так и в обороне Пиренеев. Сульт предлагал Сюше воздействовать на тылы и коммуникации армии Веллингтона, однако тот отказался выводить немногочисленные войска в поле, опасаясь их окончательного рассеивания и уничтожения. Попытка сдать крепости испанцам при условии пропуска их гарнизонов во Францию не увенчалась успехом. Французский генерал Габерт 18 апреля 1814 совершил неудачную попытку прорваться из Барселоны, бой стал последним перед заключением мира и полным освобождением Испании.
10 апреля 1814, после окончательного отречения Наполеона от престола, Веллингтон пытался взять штурмом Тулузу. Сульт отбил приступ, но на следующий день оставил город, узнав о событиях в Париже.

### Боевые действия в Италии
После сражения при Лютцене Наполеон, носивший титул короля Италии, послал своего пасынка, вице-короля Евгения Богарне в Италию, чтобы мобилизовать силы королевства на борьбу с союзниками.
Почти все регулярные войска королевства Италия погибли в России, Богарне пришлось создавать армию заново. Он с успехом воспользовался временным нейтралитетом Австрии и к июлю 1813 собрал 45 тыс. пехоты, 1500 кавалерии при 130 орудиях. После вступления Австрии в войну в августе 1813 её бывшие провинции (Хорватия, Далмация, Иллирия), отобранные Наполеоном и присоединённые к его империи, восстали против французского правления.
Австрийская 50-тысячная армия под командованием лейтенант-фельдмаршала Радивойвича двумя колоннами вступила на территорию королевства Италии с востока между Альпами и побережьем Адриатического моря. Боевые действия свелись в основном к манёврам. Войска Богарне вытеснялись с позиций путём обхода с флангов, пока в ноябре 1813 не остановились по линии реки Адидже (протекает на восточной стороне основания Апеннинского полуострова). Английский флот высаживал десанты на острова и побережье Адриатики, австрийцы блокировали Венецию, но до конца 1813 более серьёзных событий не произошло.
Неаполитанская армия короля Мюрата в ноябре 1813 двинулась на север Италии, однако никто не имел ясного представления, чью сторону возьмёт бывший французский маршал, которого Наполеон наградил Неаполитанским королевством. 21 января 1814 Мюрат перешёл на сторону Австрии, нацелив свою 30-тысячную армию против бывшего соратника Богарне взамен гарантии сохранения короны. Однако Мюрат избегал вступать в активные боевые действия против
франко-итальянских войск, в результате чего войска Богарне смогли успешно сдерживать продвижение австрийцев и английского десанта в район реки По. Под сильным нажимом новых союзников Мюрат проводит вялые атаки без особых результатов.
Богарне продолжал сражаться на севере Италии до падения Наполеона. Только 16 апреля он подписал с австрийским генералом Беллегардом военную конвенцию, которая положила конец войне и оставила за Богарне большую часть королевства. Затем Евгений Богарне хотел короноваться (против чего союзники не возражали), но против этого выступил Сенат Италии. 20 апреля в Милане вспыхнуло восстание против вице-короля. 24 апреля Богарне заключил в Мантуе конвенцию, по которой австрийцы смогли занять весь север Италии, а сам удалился в Баварию под покровительство баварского короля, своего тестя.

### Боевые действия в Голландии и Дании
После разгрома Наполеона в битве под Лейпцигом в октябре 1813 шведский кронпринц Бернадот не стал преследовать вместе с союзниками французскую армию, а повернул Северную армию в противоположном направлении.
Русский корпус Винцингероде и прусский Бюлова были посланы в Голландию, чтобы освободить её от французских гарнизонов.
Бернадот со своими шведами и немецкими войсками отправился в Данию, союзницу Наполеона. Цель похода состояла в том, чтобы заставить Данию отказаться от Норвегии (с XIV века датское владение). Данное территориальное приобретение являлось условием присоединения Швеции к 6-й коалиции. 28 ноября 1813 шведская армия (60 тыс.) пересекла границу Дании. 7 декабря в сражении под Борнхёведом шведская кавалерия вынудила слабые датские войска (10 тыс.) к отступлению. На море противником Дании выступал могучий английский флот, так что Дания была вынуждена подписать 14 января 1814 договор с Швецией (Кильские мирные договоры 1814), по которому Норвегия перешла под номинальную власть шведской короны (до 1905 года). После поражения Дании Бернадот двинул армию на помощь союзникам, но к капитуляции Парижа шведские войска находились в Нидерландах.

## Боевое расписание
- Армия на Эльбе: генерал от кавалерии граф Витгенштейн
- Начальник штаба: генерал-майор д'Овери
- Генерал-квартирмейстер: генерал-майор барон Дибич II
- Начальник артиллерии: генерал-лейтенант Ермолов

1-й корпус: генерал-лейтенант фон Берг
- Кавалерия:
  - Митавский драгунский полк
  - Сводный драгунский полк
- Пехота
- 5-я дивизия: генерал-майор Луков
  - Бригада: генерал-майор Мезенцев
    - Пермский пехотный полк
    - Севский пехотный полк

  - Бригада: генерал-майор князь Сибирский
    - Могилёвский пехотный полк
    - Калужский пехотный полк
    - Егерский великой княгини Екатерины Павловны батальон
- 14-я дивизия: генерал-майор Касачевский
  - Бригада: генерал-майор Гельфрейх
    - Тенгинский пехотный полк
    - Эстляндский пехотный полк

  - Бригада: полковник Брищинский
  - Резервные батальоны:
    - Гренадерский полк графа Аракчеева
    - Павловский гренадерский полк
    - Екатеринославский гренадерский полк
    - Таврический гренадерский полк
    - Санкт-Петербургский гренадерский полк

  - Резерв: полковник Гласков
    - Сводный гренадерский полк 5-й дивизии (2)
    - Сводный гренадерский полк 14-й дивизии (2)
    - Олонецкий ополченский батальон
    - Вологодский ополченский батальон
    - Павловский № 4 казачий полк
    - Кошкинский казачий полк
    - Иловайский № 10 казачий полк
    - Горинский № 1 казачий полк
    - 5-й Башкирский полк

  - Генерал-майор артиллерии Ловенштерн
    - Тяжёлая батарея № 1
    - Тяжёлая батарея № 5
    - Тяжёлая батарея № 14
    - Тяжёлая батарея № 33
    - Лёгкая батарея № 27
    - Конная батарея № 1 (2 орудия)
    - Конная батарея № 2 (6 орудий)
    - Конная батарея № 3 (11 орудий)

Корпус: генерал-лейтенант барон Винцингероде
- Казаки:
  -     - Греков 3-й казачий полк
    - Греков № 9 казачий полк
    - Греков № 21 казачий полк
    - Шуршериновский казачий полк
- Кавалерия: генерал-майор Ланской
  - Бригада: полковник князь Вадбольский
    - Александрийский гусарский полк
    - Сумской гусарский полк
    - Белорусский гусарский полк

  - Бригада: генерал-майор Кнорринг
    - Татарский уланский полк
    - Литовский уланский полк (2)
    - Лифляндский конноегерский полк

  - Бригада: генерал-майор граф Витте
    - 1-й Украинский казачий полк
    - 3-й Украинский казачий полк

  - Артиллерия: генерал-майор Никитин
    - Конная батарея № 7
    - Конная батарея № 8

2-й пехотный корпус: генерал-лейтенант принц Евгений фон Вюрттембург
- 3-я пехотная дивизия: генерал-майор Шачафской
  - Бригада: полковник Шильвинский
    - Муромский пехотный полк
    - Ревельский пехотный полк
    - Черниговский пехотный полк

  - Бригада: полковник Капустин
    - 20-й егерский полк
    - 21-й егерский полк
    - Егерский полк, сформирован из военнопленных из Бреслау
    - 4-я пехотная дивизия: генерал-майор Пишницкий

  - Бригада: полковник Треффурт
    - Тобольский пехотный полк
    - Волынский пехотный полк
    - Ряжский пехотный полк (1)

  - Бригада: полковник Иванов
    - Кременчугский пехотный полк
    - 4-й егерский полк

  - Артиллерия:
    - Батарея тяжёлой артиллерии № 3
    - Батарея лёгкой артиллерии № 6
    - Батарея лёгкой артиллерии № 7
    - Лёгкая артиллерийская батарея № 33

Корпус: генерал-лейтенант граф Горчаков II
- 7-я пехотная дивизия: генерал-майор Таллисин
  - Псковский пехотный полк
  - Софийский пехотный полк
  - 19-й егерский полк
  - Томский пехотный полк
  - 34-й егерский полк (1) (из 4-й пд)
  - 1/2 батальона Уфимского пехотного полка (из 24-й пехотной дивизии)
  - Пионеры (2 роты)
  - Казаки (97)

3-й (гренадерский) корпус: генерал-лейтенант и адъютант Коновницын
- 1-я дивизия: генерал-майор Сулима
  - Бригада: полковник Княжнин II
    - Гренадерский полк графа Аракчеева
    - Екатеринославский гренадерский полк

  - Бригада: полковник Ахт
    - Таврический гренадерский полк
    - Санкт-Петербургский гренадерский полк

  - Бригада: генерал-майор Чогликов (Дрезденский гарнизон)
    - Перновский пехотный полк
    - Кексгольмский пехотный полк
- 2-я дивизия: генерал-майор Цвеленев
  - Бригада: полковник Писсарев
    - Киевский гренадерский полк
    - Московский гренадерский полк

  - Бригада: полковник Головин
    - Астраханский гренадерский полк
    - Фанагорийский гренадерский полк

  - Бригада: полковник Гессен
    - Малороссийский гренадерский полк
    - Сибирский гренадерский полк

  - Артиллерия:
    - Тяжёлая батарея № 30
    - Тяжёлая батарея № 31

5-й (гвардейский) корпус: генерал-лейтенант Лавров
- 1-я гвардейская дивизия: генерал-майор Розен
  - Бригада: генерал-майор Потёмкин
    - Преображенский лейб-гвардии полк
    - Семёновский лейб-гвардии полк

  - Бригада: генерал-майор Храповицкий
    - Измайловский лейб-гвардии полк
    - Егерский лейб-гвардии полк
    - Гвардейский батальон морской пехоты
- 2-я гвардейская дивизия: генерал-майор Удом II (Дрезденский гарнизон)
  - Бригада: полковник Крищановский
    - Литовский лейб-гвардии полк
    - Финляндский лейб-гвардии полк

  - Бригада: генерал-майор Щелутчин II
    - Гренадерский лейб-гвардии полк
    - Павловский гренадерский полк

  - Артиллерия: генерал-майор Кастанецкий
    - Гвардейская тяжёлая батарея № 1
    - Гвардейская тяжёлая батарея № 2
    - Гвардейская лёгкая батарея № 1
    - Гвардейская лёгкая батарея № 2

Гвардейский кавалерийский корпус: Великий князь Константин
- 1-я кирасирская дивизия: генерал-майор Депрерадович
  - Бригада: генерал-майор Аренев
    - Кавалергардский полк
    - Конный лейб-гвардии полк

  - Бригада: генерал-майор барон Розен
    - Кирасирский Его Величества лейб-гвардии полк
    - Кирасирский Её Величества лейб-гвардии полк

  - Бригада: генерал-майор Кретов
    - Астраханский кирасирский полк
    - Екатеринославский кирасирский полк
- 2-я кирасирская дивизия: генерал-лейтенант князь Галлизин V
  - Бригада: генерал-майор Леонтьев
    - Глуховский кирасирский полк
    - Псковский кирасирский полк

  - Бригада: генерал-майор граф Гудович
    - Военного Ордена кирасирский полк
    - Стародубский кирасирский полк

  - Бригада:
    - Малороссийский кирасирский полк
    - Новгородский кирасирский полк
- Гвардейская лёгкая кавалерийская дивизия: генерал-майор Шавиц
  - Бригада: генерал-майор Цхайликов
    - Гвардейский гусарский полк
    - Гвардейский уланский полк

  - Бригада: генерал-майор Чищерин II
    - Гвардейский драгунский полк
    - Казачий лейб-гвардии полк
    - Черноморская казачья сотня

  - Артиллерия: полковник Косен
    - Гвардейская конная батарея № 1
    - Гвардейская конная батарея № 2
- Казаки: генерал-майор Иловайский XII
  - Карпов № 2 Донской казачий полк
  - Греков № 2 Донской казачий полк
  - Ягодин № 2 Донской казачий полк
  - Зикелефский Донской казачий полк
  - Атаманский Донской казачий полк
  - Ребриковский Донской казачий полк
  - Семенченко Донской казачий полк
  - Соломоновский Донской казачий полк
  - Кутайников № 4 Донской казачий полк
  - Донская конная батарея № 1
- Резервная артиллерия:
  - Тяжёлая батарея № 1
  - Тяжёлая батарея № 14
  - Тяжёлая батарея № 33
- Резервная артиллерия, приданная Блюхеру:
  - Лёгкая батарея № 32
  - Лёгкая батарея № 36
  - Тяжёлая батарея № 5
  - Тяжёлая батарея № 7
  - Тяжёлая батарея № 28
  - Тяжёлая батарея № 31
  - Тяжёлая батарея № 32
  - Тяжёлая батарея № 36

Отряды
- Генерал-майор Теттенборн в Гамбурге
  - Изюмский гусарский полк (4)
  - Казанский драгунский полк
  - Конная батарея № 1 (2 орудия)
  - Гребцовский казачий полк
  - Комиссаровский казачий полк
  - Сулимский № 9 казачий полк
  - Денисовский казачий полк
- Генерал-майор и генерал-адъютант Чернищев на Заале
  - Изюмский гусарский полк (4)
  - Финляндский драгунский полк (2)
  - Рижский драгунский полк (2)
  - Сисавский казачий полк
  - Греков № 18 казачий полк
  - Власовский № 3 казачий полк
  - Иловайский № 11 казачий полк
  - 2 пехотные роты
  - Конная батарея № 1 (4 орудия)
- Генерал-майор Доренберг в Бойценбурге и Лауенбурге
  - Сводный гусарский полк
  - 1-й Башкирский полк
  - 2-й казачий полк Андреева
  - Мельников 4-й казачий полк
  - 1/2-й егерский полк
  - Конная батарея № 5
- Генерал-майор Харппе
  - Польский уланский полк
  - Нежинский конноегерский полк
  - Навагинский пехотный полк (562)
  - Тульский пехотный полк (401)
  - Тяжёлая батарея № 21
  - Тяжёлая батарея № 28
  - Бешенцовский казачий полк
  - Греков № 9 казачий полк
- Генерал-майор фон Рот под Лейпцигом
  - Бригада: генерал-майор Рудингер
    - Конная батарея № 23
    - Гродненский гусарский полк
    - Иловайский № 4 казачий полк
    - Рабиновский № 2 казачий полк
    - Селивановский № 2 казачий полк

  - Бригада: генерал-майор Власов
    - 23-й егерский полк
    - 24-й егерский полк
    - 25-й егерский полк
    - 26-й егерский полк
- Генерал-лейтенант граф Воронцов в походе на Франкфурт
- Генерал-майор кавалерии граф Орурк
  - Павлоградский гусарский полк
  - Волынский уланский полк
  - Мельниковский № 5 казачий полк
  - Дьячкинский казачий полк
  - Бихалов № 1 казачий полк
  - Кутайниковский № 6 казачий полк
  - Иловайский № 3 казачий полк
  - Иловайский № 5 казачий полк
  - Конная батарея № 11
  - Конная батарея № 13
- Пехота: полковник Красовский
  - 13-й егерский полк
  - 14-й егерский полк
  - Севский пехотный полк (1)
  - Сводный гренадерский полк 9-й дивизии (2)
  - Сводный гренадерский полк 15-й дивизии (2)
  - Сводный гренадерский полк 18-й дивизии (2)
  - Лёгкая батарея № 26
- Генерал от инфантерии Миллерадович в Альтенбурге
  - Штрифкорпус (Striefkorps) полковника Орлова (750 человек)
  - Штрифкорпус капитана Гейсмара
  - Отряд генерал-майора Эмануэля
    - Киевский драгунский полк
    - Московский драгунский полк
    - Конная батарея № 3 (4 орудия)
    - 37-й егерский полк
    - Барбанщиковский № 2 казачий полк
    - Яхонтовский ополченческий казачий полк

  - Отряд генерал-майора Лисаневича в Гере
    - Чугуевский уланский полк
    - 3-й Украинский казачий полк
    - Конная батарея № 4 (2 орудия)

  - Отряд генерал-майора Юзефувича в Цейце
    - Харьковский драгунский полк
    - Каргопольский драгунский полк
    - Пантелевский № 2 казачий полк
    - Конная батарея № 2 (2 орудия)
    - 11-й егерский полк

Передовое охранение: генерал-лейтенант Сен-Прист
- Бригада: генерал-майор Пачулидцев I
  - Черниговский конноегерский полк
  - Новороссийский драгунский полк
  - 1-й Тептярский казачий полк
  - 1-й Башкирский полк
  - Конная батарея № 6
- Бригада: генерал-майор Карпенков
  - 1-й егерский полк
  - 33-й егерский полк
  - 43-й егерский полк
  - Лёгкая батарея № 14

4-й пехотный корпус: генерал-лейтенант Марков
- Бригада: генерал-майор Тургенев (из ll-й дивизии)
  - Полоцкий пехотный полк
  - Елецкий пехотный полк
- Бригада: генерал-майор Щапской
  - Олонецкий пехотный полк (из 11-й дивизии)
  - Рыльский пехотный полк (из состава 11-й дивизии)
  - Копорский пехотный полк (из состава 4-й дивизии)

Корпус: генерал-лейтенант граф Волчонский
- 8-я дивизия: генерал-майор Энгельгард I
  - Бригада: полковник Шиндшин
    - Архангелогородский пехотный полк
    - Шлиссельбургский пехотный полк
    - Староингерманландский пехотный полк
- 17-я дивизия: полковник Керн
  - Бригада: полковник Керн
    - Рязанский пехотный полк
    - Белозерский пехотный полк
    - Брестский пехотный полк

  - Генерал-майор артиллерии Мерлин
    - Батарея тяжёлой артиллерии № 2
    - Батарея тяжёлой артиллерии № 30
    - Лёгкая артиллерийская батарея № 3
    - Лёгкая артиллерийская батарея № 19
    - Лёгкая артиллерийская батарея № 42
    - Лёгкая артиллерийская батарея № 44
- Кавалерийский резерв: генерал-лейтенант и адъютант барон Корф
  - Бригада: генерал-майор Милесинов
    - Ахтырский гусарский полк
    - Лубенский гусарский полк
    - Конно-артиллерийская батарея № 10

6-й пехотный корпус: генерал-лейтенант Льюис
- 6-я дивизия: генерал-майор Рахманов
  - Азовский пехотный полк (358)
  - Низовский пехотный полк (214)
  - Брянский пехотный полк (408)
  - 3-й егерский полк (248)
  - 18-й егерский полк
- 25-я дивизия:
  - 1-й полк морской пехоты (229)
  - 2-й полк морской пехоты (504)
  - Воронежский пехотный полк (236)
  - 31-й егерский полк (131)
  - 47-й егерский полк
- 21-я дивизия: генерал-майор Лаптиев
  - Невский пехотный полк (214)
  - Петровский пехотный полк (195)
  - Литовский пехотный полк (276)
  - Подольский пехотный полк (282)
  - 44-й егерский полк (658)
- Кавалерия:
  - Ямбургский драгунский полк (339)
  - Сводный драгунский полк (323)
  - Казачий полк имени Грекова № 1 (226)
  - Греков № 5 казачий полк (389)
  - Греков № 7 казачий полк (279)
  - Харитонов № 7 казачий полк (297)
  - Чарнозубов № 8 казачий полк (245)
  - Ягодин № 2 казачий полк (37)
  - Сутищилинский казачий полк (264)
  - 2-й Тептярский казачий полк
  - Перекопский татарский полк (231)
  - Симферопольский татарский полк (203)
  - Шмидтский добровольческий казачий полк (108)
  - Ниродский добровольческий казачий полк (36)
- Артиллерия:
  - Батарея тяжёлой артиллерии № 6 (257)
  - Лёгкая артиллерийская батарея № 10 (200)
  - Лёгкая артиллерийская батарея № 11 (55)
  - Лёгкая артиллерийская батарея № 40 (181)
  - Конно-артиллерийская батарея № 19 (186)

Блокадные силы в Глогау
- Бригада: полковник Августов
  - Либавский пехотный полк
  - Московский пехотный полк
  - Санкт-Петербургский ополченческий полк (474 чел.)
  - Донской казачий полк (420 чел.)
  - 4 орудия лёгкой артиллерии[39]